# جوزف بزلجت
جوزف بَزِلجِت (انگلیسی: Joseph Bazalgette؛ ۲۸ مارس ۱۸۱۹ – ۱۵ مارس ۱۸۹۱) معمار و مهندس عمران اهل انگلستان بود. از کارهای مهمش می‌توان ایجاد سیستم فاضلاب لندن (پس از بروز «تعفن بزرگ» سال ۱۸۵۸) و طراحی پل بترسی را نام برد.